# Claytonia rubra
Claytonia rubra är en källörtsväxtart som först beskrevs av T.J. Howell, och fick sitt nu gällande namn av Tidestrom. Claytonia rubra ingår i släktet vårskönor, och familjen källörtsväxter.

## Underarter
Arten delas in i följande underarter:
- C. r. depressa
- C. r. rubra